# 리세 앙리카트르
리세 앙리카트르(lycée Henri-IV)는 파리 5구 카르티에 라탱의 클로비스 가 23번지에 위치한 프랑스의 공립 중등ㆍ고등 교육 기관이다. 콜레주부터 그랑제콜 준비반까지 총 2,600명 이상의 학생들이 재학 중이다.
리세 앙리카트르는 바칼로레아, 학업성취도평가, 그랑제콜 입시와 특히 문과 입시 경쟁시험(파리 고등사범학교, 리옹 고등사범학교, 파리사클레 고등사범학교, 국립고문서학교)에서 탁월한 성적을 낸 것으로 명망높다. 또한 엘리트주의적인 면과 프랑스의 수많은 지식인, 정치인, 과학자를 배출한 것으로도 알려져 있다.
리세 앙리카트르는 12세기에서 18세기까지 있었던 구 생트주느비에브 수도원 건물을 사용하고 있기 때문에 역사 유적지로 지정되어 있다. 수도원, 클로비스 탑(구 종탑), 예배당(구 구내식당), 훈장실(구 골동품실)이 그러하다. 1996년 경부터 실시된 복원 작업은 카롤링거 시대의 흔적들을 복원했다.
리세의 표어, "Domus Omnibus Una(라틴어로 모두에게 한 집)"은 구 수도원 건물에서 머물렀던 아우구스티누스 학파의 수도사가 한 말이다.
본 기관은 "산 위의 리세"라는 표현으로 불리기도 하는데, 생주느비에브 산 위에 주요 시설들이 위치해있기 때문이며, 앙리카트르에서 따온 "H4"라고 불리기도 한다.

## 같이 보기
- 프랑스의 교육